# Rezaka
«Rezaka» es una banda peruana de punk rock formada en 1999. Está integrada por Marco Riquero en la voz principal, Takeshi Nakankari en la guitarra, Arnaldi Paredes en la batería, Bismarck Cumpa en el bajo y Pablo Menacho en la primera guitarra y coros. El grupo cuenta con 5 álbumes de estudio y ha estado presente en varios compilatorios a través de los años. La banda desde que se formó ha ido participando en un sinnúmero de festivales nacionales importantes tales como el Rock en el Parque, Made in Rock, etc., también ha acompañado a bandas extranjeras como: El Otro Yo y Boom Boom Kid (Argentina), Peor es Nada y S.I.A. (Chile), No Use For a Name y Kris Roe vocalista de The Ataris (EE.UU.).

## Biografía
La banda se inicia en el año 1999 cuando luego de haberse llamado "Ley Común" y luego "Polos opuestos" se decide cambiar el nombre a la banda a Rezaka o simplemente RZK. Heriberto, que era el vocalista y guitarrista, tuvo que partir para España y se fue ese mismo año. Un día de esos mientras ensayaban en el mítico garaje, apareció Takeshi Nakankari que era un amigo de la infancia, al que no veían hace años, y al poco tiempo se incorpora a la banda. Así empezó una nueva etapa de 4 integrantes en la que Paco (Voz y Bajo), Renato (Guitarra), Arnaldi (Batería) y Take (Guitarra). A mediados del año 2000, luego de algunos satisfactorios ensayos, Marco Riquero se incorpora a la banda como vocalista de Rezaka, y así empieza una nueva etapa de 5 integrantes Marco (Voz) , Paco (Bajo), Renato (Guitarra), Take (Guitarra), Arnaldi (Batería). Con esta nueva formación se graba el primer disco de la banda llamado "El Apio del Pueblo" que se lanza en el año 2001 y contiene 13 temas.
Ese mismo año, Paco tuvo que dejar la banda ya que se va a vivir a España. Fue entonces cuando Marcos García, amigo y apoyo musical de la banda, ingresa como bajista de Rezaka. Siendo esta la formación oficial de REZAKA: Marco (Voz), Renato (Guitarra), Take (Guitarra), Marcos (Bajo) y Arnaldi (Batería).
Luego de estar tocando en conciertos pequeños y algunos festivales, a finales del 2003 la banda empieza a preparar lo que sería su segundo disco, el cual se llamaría "Lejos de Aquí" y sería lanzado al año siguiente. Antes de lanzar el disco, Rezaka lanza 2 singles, el primero llamado "Anécdota" compuesto por Marco Riquero y el segundo llamado "Calendario" compuesto por Takeshi Nakankari, los cuales tienen un gran recibimiento por parte de los fanes y crea una gran expectativa en la escena musical. En septiembre de 2004 se lanza el disco "Lejos de aquí",el cual tiene un muy buen recibimiento y le permite a la banda tocar en los festivales de música más importantes de la escena del momento.
En el año 2007 lanzan el disco Vulnerable con 12 temas donde destaca el sencillo "Adiós" compuesto por Marco Riquero, el cual se ha convertido en la canción más escuchada y descargada en todas las plataformas digitales de la banda.
Entre 2008 y 2009 hay cambios en la banda e ingresan Pablo Menacho y Bismarck Cumpa en la guitarra y bajo respectivamente, así empieza una nueva etapa en Rezaka. En el año 2010 lanzan su último álbum hasta el momento llamado "Alta Fidelidad" en el cual destacan los sencillos "Señal", "Tal Vez", "Mirada" y "La Jarcor" compuestos por Marco Riquero y Takeshi Nakankari, los cuales son bien recibidos por los fanes y parte del repertorio actual de la banda.
En el año 2011 Bismarck Cumpa deja la banda y en su lugar ingresa Juan Carlos Silva en el bajo hasta el 2013 cuando Rezaka decide tomarse un receso debido a proyectos personales de los integrantes.
A comienzos de 2015 se decide retomar el proyecto de Rezaka y vuelve Bismarck Cumpa, siendo la formación actual: Marco (Voz) , Bismarck (Bajo), Pablo (Guitarra), Take (Guitarra), Arnaldi (Batería).
A finales de 2016 anuncian que se encuentran trabajando en un nuevo disco que será lanzado en 2017.

## Miembros
Marco Riquero - Voz
Takeshi Nakankari - Guitarra
Pablo Menacho - Guitarra , coros
Bismarck Cumpa - Bajo
Arnaldi Paredes - Batería

## Discografía
* ""El Apio Del Pueblo"" (2001)
* ""Lejos De Aquí"" (2004)
* ""Vulnerable"" (2007)
* ""Alta Fidelidad"" (2010)